# Gottfried Vollmer

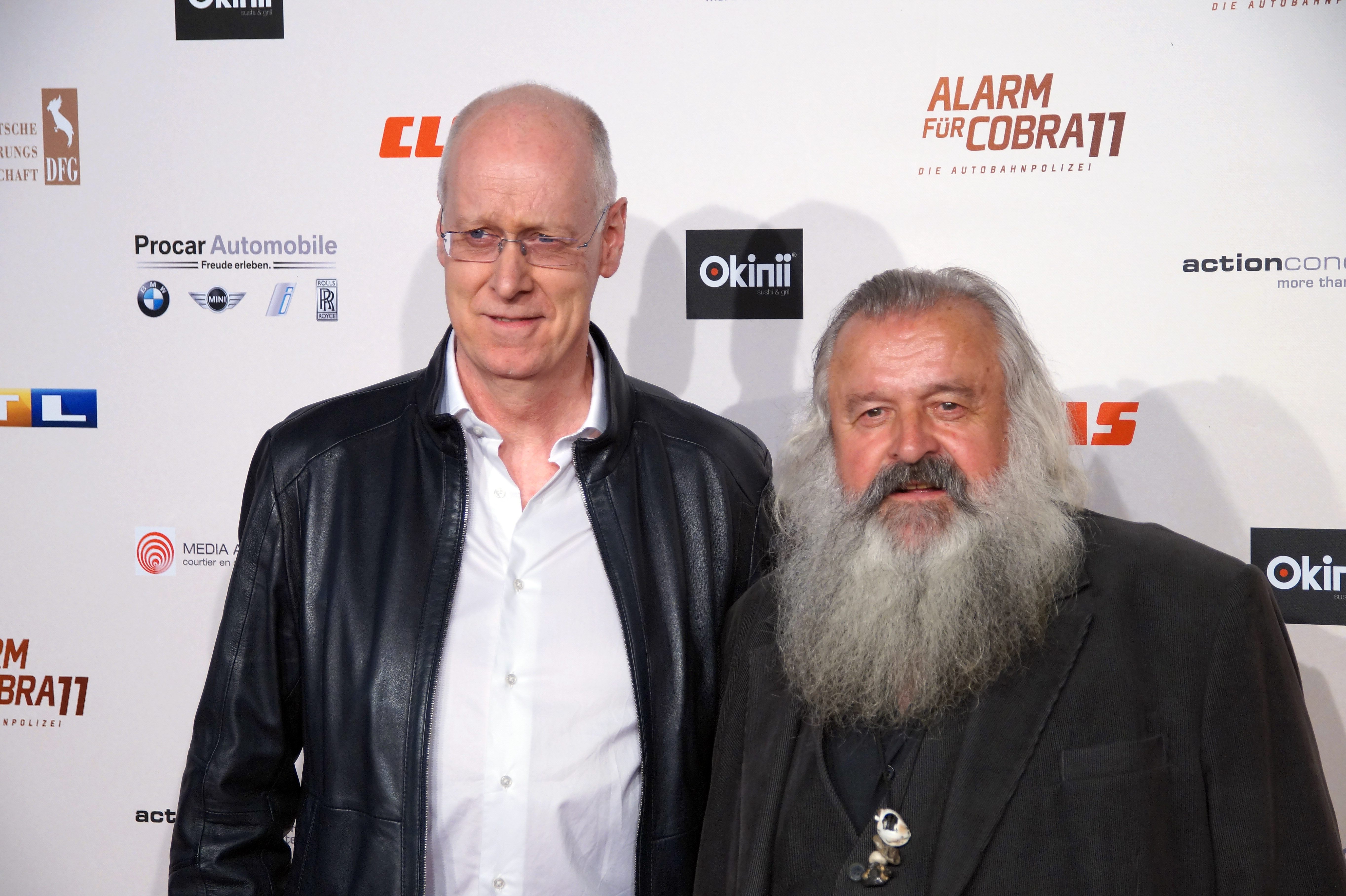
Gottfried Vollmer e Dietmar Huhn, sua spalla nel telefilm che lo ha reso celebre

Gottfried Vollmer (Gottinga, 7 luglio 1953) è un attore tedesco.

## Biografia
Ha frequentato l'università delle arti di Berlino. Il suo primo incarico importante è quello nella sitcom Büro, Büro del '79. L'hanno portato al successo anche telefilm come Office nel 1984 e Gisbert, dove faceva parte del cast fisso. Nel 1993 ha partecipato alla commedia Kein Pardon di e con Hape Kerkeling. Per RTL è stato protagonista in Mein Leben & Ich e Squadra Speciale Cobra 11.